# Het werk van de achtste dag. Over de verhalen van F. Bordewijk
Het werk van de achtste dag. Over de verhalen van F. Bordewijk (1985) is een bundeling van eerder verschenen columns van de schrijver Frans Kellendonk over F. Bordewijk.

## Geschiedenis
Vanaf november 1984 tot en met juni 1985 verschenen in het weekblad van de Universiteit van Amsterdam, Folia Civitatis, zeven columns van Kellendonk over de schrijver F. Bordewijk. Daarna werden deze gebundeld in Het werk van de achtste dag dat verscheen bij de Haagse uitgeverij Nijgh & Van Ditmar. In 1987 werd dit essay weer opgenomen in De veren van de zwaan en het verscheen ten slotte in 1992 in Het complete werk.

### Voorpublicaties
- 'Bordewijk (1)', in: Folia Civitatis 38 (1984-1985) 15 (30 november 1984), p. 4.
- 'Bordewijk (2)', in: Folia Civitatis 38 (1984-1985) 17 (14 december 1984), p. 4.
- 'Bordewijk (3)', in: Folia Civitatis 38 (1984-1985) 19 (11 januari 1985), p. 4.
- 'Bordewijk (4)', in: Folia Civitatis 38 (1984-1985) 25 (22 februari 1985), p. 4.
- 'Bordewijk (5)', in: Folia Civitatis 38 (1984-1985) 27 (8 maart 1985), p. 4.
- 'Bordewijk (6)', in: Folia Civitatis 38 (1984-1985) 31 (5 april 1985), p. 4.
- 'Bordewijk (slot)', in: Folia Civitatis 38 (1984-1985) 39 (14 juni 1985), p. 4.

### Boekpublicaties
- Het werk van de achtste dag. Over de verhalen van F. Bordewijk. 's-Gravenhage, Nijgh & Van Ditmar. 1985.
- 'Het werk van de achtste dag. Over de verhalen van F. Bordewijk', in: De veren van de zwaan, Amsterdam, Meulenhoff, 1987, p. 11-38.
- 'Het werk van de achtste dag. Over de verhalen van F. Bordewijk', in: Het complete werk. Amsterdam, Meulenhoff, 1992, p. 725-748.

Bouwval · John & Richard Marriott · De nietsnut · Letter en geest · Namen en gezichten · Aantekeningen uit de nieuwe wereld · Het werk van de achtste dag · Hier schiet elk woord wortel · Mystiek lichaam · Muren · De veren van de zwaan · Geschilderd eten · De halve wereld · Het complete werk · De brieven · Het onstoffelijke boek · Uw horoscoop · Homoseksualiteit